# Лунд, Ольга Иоханнесовна
О́льга Иоха́ннесовна Лунд (эст. Olga Lund), также О́льга Ге́ррец (эст. Olga Gerretz) (1912—1998) — эстонская и советская певица (до 1940 года меццо-сопрано, позже — сопрано). Народная артистка Эстонской ССР (1952).

## Биография
Родилась 18 (31 мая) 1912 года в деревне Салме (ныне уезд Сааремаа, Эстония). В 1936 году окончила Таллинскую консерваторию (преподаватель: Людмила Хеллат-Лемба (эст. Ludmilla Hellat-Lemba)).
В 1934—1941 и 1944—1963 годах была солисткой театра «Эстония». В 1942—1944 годах состояла в коллективе «Государственные ансамбли Эстонии», выступала на концертах. Затем до 1992 года руководила таллинским Домом культуры «Маяк», в 1996—1998 годах — вокальной студией таллинского Центра русской культуры.
Умерла 1 марта 1998 года.

## Семья
- Муж — Юри Когер.
- Сын — Юри Геррец (эст. Jüri Gerretz).

## Награды и премии
- Орден Ленина (30.12.1956)
- Орден Трудового Красного Знамени (1950)
- Два ордена «Знак Почёта» (1946 и 1978)
- Заслуженная артистка Эстонской ССР (1945)
- Народная артистка Эстонской ССР (1952)
- Государственная премия Эстонской ССР (1949)
- Сталинская премия третьей степени (1951) — за исполнение партии Малль в оперном спектакле «Берег бурь» Густава Эрнесакса на сцене ГАТОБ Эстонской ССР.